# Raymond Herbaux
Raymond Maurice Fernand Herbaux (Lilla, 22 ottobre 1919 – Lilla, 21 marzo 1989) è stato un sollevatore francese che gareggiò in quattro differenti categorie di peso, vincendo le medaglie in tre categorie.

## Carriera
Nato a Lilla, nel quartiere di Wazemmes, da una famiglia operaia del nord della Francia, in gioventù praticò a buoni livelli l'atletica leggera e dal 1934 vinse numerosi premi nel decathlon, nel lancio del peso e nel lancio del disco. Successivamente iniziò a fare sollevamento pesi, militando nell'AS Lille. Gareggiò per la prima volta nei campionati francesi nel 1942, diventando campione francese dei medi nel 1946, partecipando inoltre ai campionati mondiali ed europei di Parigi, dove si piazzò rispettivamente al settimo e al quarto posto. Vincerà altre quattro volte i campionati francesi nei pesi medi e pesi massimi.
Nel 1948 partecipò ai Giochi olimpici di Londra, dove si classificò undicesimo nella categoria dei massimi leggeri. Ai campionati europei di Scheveningen nel 1949 vinse il bronzo nella categoria dei massimi leggeri, ai campionati mondiali ed europei di Parigi del 1950 si classificò rispettivamente al settimo e al quinto posto, a Milano nel 1951 conquistò l'oro nella categoria dei mediomassimi. Ai Giochi del Mediterraneo di Barcellona nel 1955 vinse il bronzo nella categoria dei massimi. Ai campionati europei del 1955 di Monaco di Baviera si classificò al 17º posto.
Dopo la fine della carriera agonistica, intraprese la professione di docente scolastico, e fu insignito del grado di Cavaliere della Legion d'onore.